# Newfane (condado de Windham, Vermont)
Newfane es una villa ubicada en el condado de Windham en el estado estadounidense de Vermont. En el año 2010 tenía una población de 118 habitantes y una densidad poblacional de 39 personas por km².

## Geografía
Newfane se encuentra ubicada en las coordenadas 42°59′16″N 72°39′21″O / 42.98778, -72.65583.

## Demografía
Según la Oficina del Censo en 2000 los ingresos medios por hogar en la localidad eran de $33,250 y los ingresos medios por familia eran $46,250. Los hombres tenían unos ingresos medios de $24,688 frente a los $48,000 para las mujeres. La renta per cápita para la localidad era de $22,028. Alrededor del 8.2% de la población estaban por debajo del umbral de pobreza.